# جورج ويلسون (لاعب كرة قاعدة)
جورج ويلسون (بالإنجليزية: George Wilson)‏ هو لاعب كرة قاعدة أمريكي، ولد في 30 أغسطس 1925 في مقاطعة غاستون في الولايات المتحدة، وتوفي في 29 أكتوبر 1974 في غاستونيا في الولايات المتحدة.

## وصلات خارجية
- جورج ويلسون على موقع الدوري الياباني لكرة القاعدة (الإنجليزية)
- جورج ويلسون على موقعبيزبول رفرنس.كوم (الدوري الرئيسي) (الإنجليزية)
- جورج ويلسون على موقع إي إس بي إن.كوم (أم.أل.بي) (الإنجليزية)
- جورج ويلسون على موقع مشجعي الرسوم البيانية (الإنجليزية)